# Challenger de São Paulo 2021
El torneo São Paulo Challenger de Tênis 2021 fue un torneo de tenis perteneció al ATP Challenger Tour 2021 en la categoría Challenger 80. Se trató de la 7ª edición; el torneo tuvo lugar en la ciudad de São Paulo (Brasil), desde el 29 de noviembre hasta el 5 de diciembre de 2021 sobre pista de tierra batida al aire libre.

## Jugadores participantes del cuadro de individuales
| Favorito | País                 | Jugador               | Rank1 | Posición en el torneo |
| -------- | -------------------- | --------------------- | ----- | --------------------- |
| 1        | Bandera de Uruguay   | Pablo Cuevas          | 98    | Baja                  |
| 2        | Bandera de Bolivia   | Hugo Dellien          | 119   | Cuartos de final      |
| 3        | Bandera de Brasil    | Thiago Seyboth Wild   | 132   | Segunda ronda         |
| 4        | Bandera de Argentina | Juan Ignacio Londero  | 144   | Primera ronda         |
| 5        | Bandera de Chile     | Nicolás Jarry         | 160   | Semifinales           |
| 6        | Bandera de Brasil    | Felipe Meligeni Alves | 180   | Semifinales, retiro   |
| 7        | Bandera de Argentina | Nicolás Kicker        | 236   | Primera ronda         |
| 8        | Bandera de Argentina | Pedro Cachín          | 258   | Segunda ronda         |

- 1 Se ha tomado en cuenta el ranking del 29 de noviembre de 2021.

### Otros participantes
Los siguientes jugadores recibieron una invitación (wild card), por lo tanto ingresan directamente al cuadro principal (WC):
- Mateus Alves
- Oscar José Gutiérrez
- Gustavo Heide

Los siguientes jugadores ingresan al cuadro principal tras disputar el cuadro clasificatorio (Q):
- Luciano Darderi
- Igor Marcondes
- Gonzalo Villanueva
- Matías Zukas

## Campeones

### Individual Masculino
- Juan Pablo Ficovich derrotó en la final a  Luciano Darderi, 6–3, 7–5

### Dobles Masculino
- Nicolás Barrientos /  Alejandro Gómez derrotaron en la final a  Rafael Matos /  Felipe Meligeni Alves, Walkover